# Équipe cycliste Brooklyn
Pour les articles homonymes, voir Dreher et Brooklyn (homonymie).
L'équipe cycliste Brooklyn (nommée Dreher entre 1970 et 1972) est une équipe cycliste italienne professionnelle. Créée en 1970, elle existe jusqu'en 1977. 
Au cours de ses huit années d'existence, elle a remporté de nombreuses classiques par le biais de son leader Roger De Vlaeminck.
Elle ne doit pas être confondue avec l'équipe Dreherforte, qui a existé entre 1973 et 1974.

## Histoire de l'équipe
L'équipe est créée en 1970 et est sponsorisée par Dreher, un fabricant italien de bière. Elle est dirigée par Franco Cribiori.
En 1973, l'équipe change de sponsor. Brooklyn, un fabricant de chewing-gum devient le sponsor unique. Elle change de fournisseur de cycles avec l'arrivée de Gios Torino, basé à Turin. Son maillot représente le drapeau des États-Unis. Une partie de l'équipe Dreher quitte la structure pour rejoindre la nouvelle équipe italienne Dreherforte dirigée par Luciano Pezzi. L'équipe Brooklyn est composée de coureurs belges et italiens. Roger De Vlaeminck apporte les victoires majeures à la formation, notamment sur les classiques. 
Outre, Roger De Vlaeminck, les principaux coureurs ayant porté le maillot sont les Belges Eric De Vlaeminck (frère de Roger), Patrick Sercu, Willy De Geest, Johan De Muynck et les Italiens Fausto Bertoglio, Wladimiro Panizza, Pierfranco Vianelli  et Giancarlo Bellini.
En 1977, l'équipe remporte la Coupe du monde intermarques.
En 1978, Brooklyn arrête le sponsoring. De Vlaeminck quitte Cribiori avec six autres fidèles équipiers pour rejoindre l'équipe Sanson-Columbus dirigée par Waldemaro Bartolozzi et ayant pour leader Francesco Moser.
Le documentaire danois A Sunday in Hell (en) présente l'équipe lors du Paris-Roubaix 1976. Spike Lee via son personnage Mars Blackmon dans Nola Darling n'en fait qu'à sa tête et certains acteurs dans les premières publicités de Nike pour l'Air Jordan portent la casquette désormais emblématique de l'équipe.

## Principales victoires

### Classiques
- Paris-Roubaix : Roger De Vlaeminck (1972, 1974, 1975 et 1977)
- Milan-San Remo : Roger De Vlaeminck (1973)
- Tour de Lombardie : Roger De Vlaeminck (1974 et 1976)
- Championnat de Zurich : Roger De Vlaeminck (1975)
- Paris-Tours : Ronald De Witte (1976)
- Tour des Flandres : Roger De Vlaeminck (1977)

### Courses par étapes
- Tirreno-Adriatico : Roger De Vlaeminck (1972, 1973, 1974, 1975, 1976 et 1977)
- Tour de Suisse : Roger De Vlaeminck (1975)
- Tour de Romandie : Johan De Muynck (1976)

## Résultats sur les grands tours
| - Tour de France - 2 participations (1974, 1976) - 5 victoires d'étapes - 4 en 1974 : Patrick Sercu (3) et Ercole Gualazzini - 1 en 1976 : Aldo Parecchini - 2 classements annexes - Classement par points : Patrick Sercu (1974) - Grand Prix de la montagne : Giancarlo Bellini (1976) | - Tour d'Italie - 8 participations (1970, 1971, 1972, 1973, 1974, 1975, 1976,1977) - 40 victoires d'étapes - 1 en 1970 : Patrick Sercu - 4 en 1971 : Patrick Sercu (2), Pierfranco Vianelli et Ole Ritter - 4 en 1972 : Roger De Vlaeminck (4) - 4 en 1973 : Roger De Vlaeminck (3) et Patrick Sercu - 5 en 1974 : Patrick Sercu (3), Roger De Vlaeminck et Ercole Gualazzini - 12 en 1975 : Patrick Sercu (3), Roger De Vlaeminck (7), Marcello Osler et Wladimiro Panizza - 10 en 1976 : Patrick Sercu (3), Roger De Vlaeminck (4), Johan De Muynck, Ronald De Witte et Ercole Gualazzini - 5 classements annexes - Classement par points : Roger De Vlaeminck (1972, 1974 et 1975) - Classement par équipes : 1975 et 1976 | - Tour d'Espagne - 0 participation - 0 victoire d'étape - 0 classement annexe |